# Marshall Neilan
Marshall Ambrose Neilan (11 de abril de 1891-27 de octubre de 1958) fue un actor, guionista, director y productor cinematográfico estadounidense.

## Inicios
Nacido en San Bernardino (California), Neilan era conocido para la mayoría con el apodo de "Mickey." Tras fallecer su padre, y con solo once años de edad, Neilan tuvo que abandonar los estudios y trabajar para poder ayudar económicamente a su madre. Siendo adolescente, empezó a hacer pequeños papeles en el teatro, y en 1910 entró a trabajar como conductor en los Biograph Studios con la tarea de trasladar a sus ejecutivos por los alrededores de Los Ángeles para determinar la idoneidad de la costa oeste de los Estados Unidos como lugar para instalar un estudio permanente. 

## Carrera
Neilan debutó en el cine formando parte del reparto del western de la American Film Manufacturing Company The Stranger at Coyote (1912). Contratado por Kalem Company para trabajar y rodar westerns en sus instalaciones en Santa Mónica (California), Neilan fue elegido para trabajar con Ruth Roland. Descrito como seguro de sí mismo y, a veces, como egocéntrico, el talento de Neilan hizo que al año de trabajar en Kelem ya dirigiera películas. Tras actuar en más de 70 cortos mudos para Kalem y dirigir algo más de otros treinta, Neilan fue contratado por la compañía Selig Polyscope, más adelante conocida como Bison Motion Pictures, y posteriormente como Famous Players-Lasky Corporation. En 1915 Neilan fue uno de los miembros fundadores de la Asociación de Directores Cinematográficos, junto a directores de la talla de Cecil B. DeMille, Allan Dwan, y William Desmond Taylor. 
A finales de 1916 Neilan trabajó para Mary Pickford dirigiendo a la actriz en varias producciones, incluyendo Rebecca of Sunnybrook Farm y The Little Princess en 1917, más Stella Maris, Amarilly of Clothes-Line Alley y M'Liss en 1918, y Daddy-Long-Legs en 1919.
Abandonada la interpretación, el éxito de Neilan como director le llevó a crear su propia productora, y entre 1920 y 1926 Marshall Neilan Productions hizo once largometrajes, casi todos distribuidos por First National Pictures. Fue alabado por la crítica por dirigir y producir filmes como Bits of Life y The Lotus Eater. En 1929 fue contratado por RKO Pictures, pero tuvo dificultades para adaptarse a la dirección del cine sonoro. Ese año dirigió a Rudy Vallee y Marie Dressler en la película hablada The Vagabond Lover, y aunque Dressler fue elogiada por su interpretación, la película fue un fracaso tanto comercial como de crítica.
Además de actor, director y productor, Neilan fue un guionista de talento, y en 1930 escribió el guion para la película de Howard Hughes Los ángeles del infierno. Otra de las compañías para la que trabajó fue Hal Roach Studios, para la que dirigió unos pocos filmes en 1930 Su último trabajo como director tuvo lugar en 1937. 
Habiendo luchado contra el alcoholismo gran parte de su vida adulta, veinte años después de su último trabajo, Neilan volvió a actuar para la pantalla con un pequeño papel, el de un senador estadounidense en la película de Elia Kazan A Face in the Crowd.
En reconocimiento a su contribución a la industria cinematográfica, en 1940 el Gremio de directores americanos le nombraron miembro honorario vitalicio. Posteriormente recibió una estrella en el Paseo de la Fama de Hollywood, en el 6233 de Hollywood Boulevard.

## Vida personal
Neilan se casó con la actriz Gertrude Bambrick en 1913. Tuvieron un hijo, Marshall Neilan, Jr., que también trabajó para la industria cinematográfica como montador de éxito, participando en casi todos los episodios de La tribu de los Brady. El matrimonio con Bambrick finalizó en 1921, y un año después se casó con la también actriz Blanche Sweet, a quien dirigió en varias ocasiones. Se divorciaron en 1929. 
Marshall Neilan falleció en Los Ángeles, California, en 1958 a causa de un cáncer de garganta. Fue enterrado en el cementerio Angelus-Rosedale de Los Ángeles.

## Filmografía seleccionada
| - Ranch Girls on a Rampage (1912) - The Wooers of Mountain Kate (1912) - Fatty's Busy Day (1913) - The Wall of Money (1913) - Judith of Bethulia (1914) - Ham the Iceman (1914) - Put Me Off at Wayville (1915) - Madame Butterfly (1915) - Calamity Anne, Guardian (1916) - The Crisis (1916) - Daddy-Long-Legs (Papá piernas largas) (1919) - Broadway Gold (1923) - A Star is Born (Sin acreditar, 1937) - A Face in the Crowd (Sin acreditar, 1957) - The American Princess (1913) - Rube, the Interloper (1914) - The Chronicles of Bloom Center (1915) - The Prince Chap (1916) - Freckles (1917) - Out of a Clear Sky (1918) - The Unpardonable Sin (1919) - Go and Get It (1920) - Bits of Life (1921) - Fools First (1922) - The Eternal Three (1923) - Tess of the d'Urbervilles (1924) - The Great Love (1925) - The Sporting Venus (1925) - Wild Oats Lane (1926) - Her Wild Oat (1927) - Taxi 13 (1928) - The Vagabond Lover (1929) - Sweethearts on Parade (1930) - War Mamas (1931) - Chloe, Love Is Calling You (1934) - This Is the Life (1935) - Thanks for Listening (1937) | - The River's End (1920) - Don't Ever Marry (1920) - Go and Get It (1920) - Dinty (1920) - Bob Hampton of Placer (1921) - Bits of Life (1921) - The Lotus Eater (1921) - Penrod (1922) - Fools First (1922) - The Strangers' Banquet (1922) - Wild Oats Lane (1926) - Everybody's Acting (1926) - Tanned Legs (1929) - Social Register (1934) - Saved from Court Martial (1912) - The Reformation of Dad (1913) - The Wall of Money (1913) - Si's Wonderful Mineral Spring (1914) - Ham the Iceman (1914) - The Winning Whiskers (1914) - The Reformation of Ham (1914) - Ham at the Garbage Gentleman's Ball (1915) - The Come Back of Percy (1915) - The Cycle of Fate (1916) - The Country That God Forgot (1916) - A Strange Adventure (1917) - Dinty (1920) - Bits of Life (1921) - Minnie (1922) - The Strangers' Banquet (1922) - The Eternal Three (1923) - The Great Love (1925) - Mike (1926) - Los ángeles del infierno (1930) - Chloe, Love Is Calling You (1934) - The Adventures of Tom Sawyer (Sin acreditar, 1938) |